# فهرست افراد چندزبانه
این فهرستی از افرادی است که توانایی برقراری ارتباط با سایرین به حداقل شش زبان داشته باشند.
| نام             | کشور                         | توضیحات |
| --------------- | ---------------------------- | --- |
| نیکولا تسلا     | صربستان، ایالات متحده آمریکا | هشت زبان از جمله صربی‌کرواتی، انگلیسی، آلمانی، فرانسوی و ایتالیایی.                                                                    |
| دیکمبه موتومبو  | کنگو                         | انگلیسی، فرانسوی، اسپانیایی، پرتغالی، لوبا-کاسای، سواحلی، لینگالایی و دو زبان دیگر از زبان‌های آفریقای مرکزی.                          |
| ترور نوآ        | آفریقای جنوبی                | انگلیسی، آفریکانس، زولو، خوسایی، تسوانا، شنگانی و آلمانی.                                                                             |
| اندرو دیوف      | ونزوئلا                      | اسپانیایی، پرتغالی، کاتالان، فرانسوی، ایتالیایی، انگلیسی، آلمانی و روسی.                                                              |
| زیاد فضاح       | ایران                        | مدعی تسلط به بیش از پنجاه زبان. نام وی برای مدتی در کتاب رکوردهای گینس ثبت شده بود، اما مشخص نیست در واقع به چه تعداد زبان تسلط دارد. |
| ویگو مورتنسن    | دانمارک                      | دانمارکی، انگلیسی، اسپانیایی، ایتالیایی، فرانسوی، نروژی، سوئدی و کاتالان.                                                             |
| هنریک میختاریان | ارمنستان                     | مسلط بر زبان‌های ارمنی، روسی، انگلیسی، آلمانی، فرانسوی و پرتغالی                                                                       |
| پتر فرانکل      | مجارستان                     | ۱۱ زبان از جمله مجارستانی، ژاپنی، چینی، انگلیسی و فرانسوی.                                                                            |
| روملو لوکاکو    | بلژیک                        | هلندی، انگلیسی، آلمانی، فرانسوی، اسپانیایی، پرتغالی، ایتالیایی و لینگالایی.                                                           |
| یوهان واندیوال  | بلژیک                        | مسلط به نوزده زبان از جمله هلندی، انگلیسی، فرانسوی، عربی، آذری و فارسی.                                                               |